# Paul von Jankó
Paul von Jankó, né le 2 juin 1856 à Totis et mort le 17 mars 1919 à Constantinople, est un pianiste et inventeur hongrois.

## Biographie
Paul von Jankó fait ses études à l'École polytechnique de Vienne, tout en suivant des études au Conservatoire de cette même ville, dans les classes de Hans Schmidt, de Krenn et d'Anton Bruckner. Il suit ensuite deux années de mathématiques à l'Université de Berlin, tout en suivant des cours de piano avec Ehrlich de 1881 à 1882. C'est à partir de 1892 qu'il vit à Constantinople. Il invente, en 1882, un clavier qui possède six rangées de touches, chaque paire de rangées comprenant deux gammes par tons entiers mutuellement incompatibles. Le doigté des gammes diatonique correspond à celui d'un piano standard, tandis que la gamme chromatique se joue en alternant une note de chaque gamme de deux rangées adjacentes. En 1886, il publie une brochure qui explique entièrement la mécanique de son clavier.
S'il a été adopté par quelques musiciens, le clavier de Paul von Jankó est rapidement tombé en désuétude puis dans l'oubli, comme beaucoup d'autres inventions.